# Meagan Tandy
Pour les articles homonymes, voir Tandy.
Meagan Tandy, née le 3 mai 1985 à Fremont (Californie), est une actrice américaine.

## Biographie
Meagan Tandy a été miss Californie en 2007.
Elle est connue pour avoir joué le rôle récurrent du personnage Breaden, une mercenaire dans la série Teen Wolf de la saison 3 jusqu'à la saison 5 et celui de Sophie Moore dans Batwoman (série télévisée). 

## Filmographie
- 2012 : Jane by Design : Lulu Pope (13 épisodes)
- 2012 : Piranhas 2 3D : Ashley
- 2013 : Beverly Hills Cop de Barry Sonnenfeld : Renee (téléfilm sorti en ligne en 2022)
- 2013 : Baby Daddy : Vanessa (1 épisode)
- 2013 : La Diva du divan : Hanna Stokes (1 épisode)
- 2013 - 2016 : Teen Wolf  : Braeden (18 épisodes)
- 2014 : NCIS: Los Angeles : Sierra Fisher (1 épisode)
- 2014 : Red Band Society : Sabra (1 épisode)
- 2015 - 2017 : Survivor's Remorse : Allison Pierce (16 épisodes)
- 2016 : Unreal : Chantal (10 épisodes)
- 2019 : The Trap (Netflix) : Sacha
- 2019 - 2022 : Batwoman : Sophie Moore